# Mohamed Bayram (1718-1800)
Pour les articles homonymes, voir Famille Bayram et Bayram.
Mohamed Bayram, né en 1718 à Tunis et décédé le 26 mars 1800 à Tunis, est un savant religieux tunisien.
Il est le fils d'Hussein Bayram, officier dans la milice ottomane de Tunis dont l'aïeul, Bayram El Tourki, fondateur de la famille, s'est installé à Tunis avec la conquête ottomane de Sinan Pacha en 1574. Sa mère est issue de l'aristocratie chérifienne et fille d'un commerçant. Son grand-oncle, Abdelkabir Cherif est nakib al achraf, syndic des descendants du prophète Mahomet, jusqu'en 1792.
Jeune, il excelle dans la grammaire, la jurisprudence hanéfite et la rhétorique, tout en se référant à des savants connus comme Hassan Baroudi. Il épouse d'ailleurs la fille du frère de ce dernier, le bach mufti Hussein Baroudi.
Il devient mufti de Tunisie sous le règne de Hussein Ier Bey mais Ali Ier Pacha le met en prison pendant peu de temps. Lorsqu'il est libéré, il devient enseignant jusqu'à la chute d'Ali Ier Pacha et le retour des fils d'Hussein Ier Bey de leur exil à Alger. Il est choisi pour succéder à son beau-père comme bach mufti hanéfite en 1772, durant le règne de Ali II Bey.